# ولادیمیر سیمنیتس
ولادیمیر سیمنیتس (روسی: Владимир Иванович Семенец؛ زادهٔ ۹ ژانویهٔ ۱۹۵۰) ورزشکار دوچرخه‌سواری پیست اهل اتحاد جماهیر سوسیالیستی شوروی است.
وی در مسابقات کشوری و بین‌المللی در مجموع برندهٔ ۱ مدال طلا، ۳ مدال نقره، ۲ مدال برنز شده‌است.